# Auburn (Contea di Chippewa, Wisconsin)
Auburn è un comune degli Stati Uniti, situato in Wisconsin e in particolare nella Contea di Chippewa.